# Hiroki Bandai
Hiroki Bandai (萬代 宏樹, Bandai Hiroki) est un footballeur japonais né le 19 février 1986. Il évolue au poste d'attaquant.